# Município de Cross Creek (condado de Jefferson, Ohio)
Localização do Ohio nos E.U.A.
O município de Cross Creek (em inglês: Cross Creek Township) é um município localizado no condado de Jefferson no estado estadounidense de Ohio. No ano 2010 tinha uma população de 8348 habitantes e uma densidade populacional de 102,99 pessoas por km².

## Geografia
O município de Cross Creek encontra-se localizado nas coordenadas 40° 19′ 21″ N, 80° 42′ 12″ O. Segundo a Departamento do Censo dos Estados Unidos, o município tem uma superfície total de 81.06 km², da qual 81.04 km² correspondem a terra firme e (0.03%) 0.02 km² é água.

## Demografia
Segundo o censo de 2010, tinha 8348 pessoas residindo no município de Cross Creek. A densidade de população era de 102,99 hab./km².